# 李達 (弘治進士)
李達（1466年—？），字士行，順天府固安縣（今河北省廊坊市固安縣）人，明朝政治人物。

## 生平
順天府鄉試第十八名，弘治九年（1496年）丙辰科會試第二百三十四名，二甲第九十二名進士。授主事，陞員外郎、郎中，正德四年（1509年）任浙江杭州府知府。

## 家族
曾祖李士文；祖父李忠；父李順，母孫氏。严侍下。